# Debra Messingová
Debra Messingová (* 15. srpen 1968, New York, Spojené státy americké) je americká herečka, vítězka ceny Emmy, osmkrát nominovaná na Zlatý glóbus. Její herecká práce zahrnuje ztvárnění Grace Adlerové v televizním seriálu NBC Will a Grace, Molly Kagan v televizním seriálu The Starter Wife stanice USA Network, Julie Houston v NBC seriálu Smash a detektivky Laury Diamond v seriálu Případy pro Lauru.

## Mládí
Narodila se v Brooklynu, zpěvačce Sandře rozené Simons a Brianu Messingovi a vedoucímu prodeje výroby bižuterie. Je potomkem židovských imigrantů z Ruska a Polska. Když jí byly tři roky, přestěhovali se její rodiče i se starším bratrem Brettem do East Greenwich (Rhode Island).
Během studia na střední škole, hrála a zpívala v řadě středoškolských produkcí na East Greenwich High School a hrála v hlavních rolích v muzikálech Annie a Grease. Účastnila se lekcí tance, zpěvu a herectví. Roku 1986 se stala Miss Junior z Rhode Island a soutěžila v Mobile, v Americké Miss Junior na stipendijní program. Rodiče ji podporovali v jejím snu stát se herečkou, ale naléhali, aby dokončila studium sedmi svobodných umění před rozhodnutím mít herectví jako svou kariéru. Po jejich radě navštěvovala Brandeis University; na žádost rodičů tři čtvrtiny přednášek nesouviselo s divadlem. Během jejího juniorského roku studovala divadlo v prestižním British European Studio Group program se sídlem v Londýně.
Roku 1990 získala na Brandeis University bakalářský titul z divadelního umění a tím přístup k elitě Absolventů hereckého programu na New York University, Tisch School of the Arts, která přijme přibližně patnáct nových studentů ročně. Po třech letech získala titul magistra umění.

## Kariéra
V roce 1993 získala věhlas v hraní na pre-Broadway, v produkci Tony Kushnera, ve hře Angels in America: Perestroika. Následně, v průběhu let 1994 a 1995, se objevila v několika epizodách televizního seriálu Policie New York.
V roce 1995 hrála ve filmu Procházka v oblacích nevěrnou manželku hlavního hrdiny Paula Suttona (Keanu Reeves). To ji přivedlo k síti Fox, k hraní postavy v televizním sitcomu Ned a Stacey. Série trvala dvě řady. Objevila se ve dvou dílech seriálu Show Jerryho Seinfelda: roku 1996 v „The Wait Out“ a roku 1997 v „The Yada Yada“. Také hrála ve filmu Bláznivé manévry.
V roce 1998 hrála hlavní roli bio-antropoložky Sloan Parker v dramatickém sci-fi televizním seriálu Lovná zvěř. Poté jí byla nabídnuta role v televizním seriálu Will a Grace; scénář jí zaujal a ucházela se o roli Grace Adler, přičemž porazila Nicollette Sheridan, která později hostovala jako její romantický rival.
Roku 2002 byla jmenovaná časopisem People jednou z 50 nejkrásnějších lidí na světě. Roku 2003 ji TV Guide vybral jako Nejlépe oblečenou ženu.
Obsadila také malou roli ve filmu Hollywood v koncích (2002). Dále hrála osudem prokletou manželku v nadpřirozeném thrilleru Proroctví z temnot (2002) a ve filmu Riskni to s Polly (2004). Její další hlavní role byla ve filmu Dokonalá partie (2005). V roce 2005 ji byla společně s Megan Mullally udělena cena Lucy Award.
V roce 2007 si zahrála v televizní minisérii Odložená žena a byla nominována na Cenu Emmy. O rok později opakovala svou roli Molly Kagan v televizním seriálu Odložená žena.. Na začátku roku 2010 hrála ve filmu Wright vs. Wrong.
V roce 2011 byla zařazena podle na dvacátá druhé místo žebříčku magazínu TV Guide „Nejvtipnější žena v TV“. V roce 2011 byla obsazena do role Julie Houston v NBC hudebním seriálu Smash. V květnu 2011 stanice NBC seriál vybrala pro svoji sezonu 2011–2012. Pilotní díl měl premiéru dne 6. února 2012. Seriál byl po dvou řadách zrušen.
V září 2013 se připojila ke zpěvákovi Green Day Billie Joe Armstrongovi a Leighton Meesterové ve filmu Franka Whaleyeho Tichá harmonie. Dne 3. ledna 2014 začala hrát na Brodwayi ve hře Outside Mullingar. Tato hra byla nominovaná na cenu Tony jako nejlepší hra za rok 2014.
V roce 2014 získala roli detektivky Laury Diamond v seriálu Případy pro Lauru. Seriál se přestal vysílat v roce 2016. V roce 2017 byl obnoven seriál Will a Grace, ve kterém hraje hlavní roli Grace.

## Osobní život
Roku 1990 se setkala svým ex-manželem Danielem Zelmanem. Vzali se 3. září 2000 a žili v New Yorku. Dne 7. dubna 2004 se jim narodil syn Roman Walker Zelman. V prosinci 2011 se po jedenácti letech manželství rozešli. Debra Messing podala žádost o rozvod dne 5. června 2012. Ve stejném roce, začala chodit se svým kolegou ze seriálu Smash Willem Chasem. Dvojice se v říjnu 2014 rozešla.

## Filmografie

### Filmy
| Rok  | Název                       | Role                   | Poznámky |
| ---- | --------------------------- | ---------------------- | -------- |
| 1995 | Procházka v oblacích        | Betty Suttonová        |          |
| 1997 | Bláznivé manévry            | Penelope Carterová     |          |
| 1998 | Celebrity                   | TV reportérka          |          |
| 1999 | Biblické příběhy: Ježíš     | Marie Magdalena        |          |
| 2002 | Proroctví z temnot          | Mary Kleinová          |          |
| 2002 | Hollywood v koncích         | Lori                   |          |
| 2004 | Riskni to s Polly           | Lisa Kramerová         |          |
| 2004 | Garfield ve filmu           | Arlene (hlas)          |          |
| 2005 | Dokonalá partie             | Kat Ellisová           |          |
| 2006 | Lovecká sezóna              | Beth (hlas)            |          |
| 2007 | Purpurové květy             | Kate Scottová          |          |
| 2007 | Štěstí ve hře               | Suzanne Offerová       |          |
| 2008 | Ženy                        | Edie Cohenová          |          |
| 2008 | Prázdniny za všechny prachy | Sarah Rodriguezová     |          |
| 2014 | Tichá harmonie              | Barbara                |          |
| 2018 | Searching                   | detektiv Rosemary Vick |          |

### Televize
| Rok                   | Název                                     | Role                      | Poznámky                          |
| --------------------- | ----------------------------------------- | ------------------------- | --------------------------------- |
| 1994–1995             | Policie New York                          | Dana Abandando            | 3 díly                            |
| 1995                  | Partners                                  | Stacey                    | díl: „City Hall“                  |
| 1995–1997             | Ned a Stacey                              | Stacey Colbertová         | 46 dílů                           |
| 1996–1997             | Show Jerryho Seinfelda                    | Beth Looknerová           | 2 díly                            |
| 1998                  | Lovná zvěř                                | Dr. Sloan Parkerová       | 13 dílů                           |
| 1998–2006, 2017–dosud | Will a Grace                              | Grace Adlerová            | hlavní role, 200 dílů             |
| 2002                  | Tatík Hill a spol.                        | Paní Hilgren-Bronsonová   | díl: „Get Your Freak Off“         |
| 2007–2008             | Odložená žena                             | Molly Kaganová            | 6 dílů                            |
| 2011                  | Zákon a pořádek: Útvar pro zvláštní oběti | Alicia Hardingová         | díl: „Hon“                        |
| 2012–2013             | Smash                                     | Julia Houstonová          | hlavní role, 32 dílů              |
| 2012                  | Project Runway                            | sama sebe                 | díl „I Get a Kick Out of Fashion“ |
| 2013                  | It Could Be Worse                         | Ann                       | 2 díly                            |
| 2013                  | Mother's Day                              | Ella                      | TV film                           |
| 2014–2016             | Případy pro Lauru                         | Detektiv Laura Diamondová | hlavní role, 38 dílů              |
| 2015                  | Jeopardy!                                 | sama sebe                 | 4 díly                            |
| 2016                  | Match Game                                | sama sebe                 | 1 díl                             |
| 2016–2017             | Nightcap                                  | sama sebe                 | 2 díly                            |
| 2017                  | Who Is?                                   |                           | díl: „Who Is Stephen Miller?“     |
| 2017                  | Dirty Dancing                             | Marjorie Houseman         | televizní film                    |

## Ocenění a nominace
| Rok  | Cena                                        | Kategorie                                                  | Dílo                        | Výsledek  |
| ---- | ------------------------------------------- | ---------------------------------------------------------- | --------------------------- | --------- |
| 2000 | American Comedy Award                       | Nejlepší ženská představitelka v TV seriálu                | Will a Grace                | nominace  |
| 2000 | Cena Emmy                                   | Vynikající herečka v hlavní roli v komediálním seriálu     | Will a Grace                | nominace  |
| 2000 | Zlatý glóbus                                | Nejlepší herečka v TV seriálu – Komedie nebo muzikál       | Will a Grace                | nominace  |
| 2000 | Viewers for Quality Television Award        | Nejlepší herečka v komediálním seriálu                     | Will a Grace                | nominace  |
| 2001 | American Comedy Award                       | Nejlepší ženská představitelka v TV seriálu                | Will a Grace                | nominace  |
| 2001 | Cena Emmy                                   | Vynikající herečka v hlavní roli v komediálním seriálu     | Will a Grace                | nominace  |
| 2001 | Zlatý glóbus                                | Nejlepší herečka v TV seriálu – Komedie nebo muzikál       | Will a Grace                | nominace  |
| 2001 | Cena Sdružení filmových a televizních herců | Vynikající výkon v souboru v komediálních seriálech        | Will a Grace                | vítězství |
| 2001 | Cena Sdružení filmových a televizních herců | Vynikající ženský výkon v komediálních seriálech           | Will a Grace                | nominace  |
| 2001 | Teen Choice Awards                          | Herečka Choice TV                                          | Will a Grace                | nominace  |
| 2001 | Cena TV Guide                               | Herečka roku v komediálních seriálech                      | Will a Grace                | vítězství |
| 2002 | Cena Emmy                                   | Vynikající herečka v hlavní roli v komediálním seriálu     | Will a Grace                | nominace  |
| 2002 | Zlatý glóbus                                | Nejlepší herečka v TV seriálu – Komedie nebo muzikál       | Will a Grace                | nominace  |
| 2002 | Satellite Award                             | Nejlepší herečka v TV seriálu – Komedie nebo muzikál       | Will a Grace                | vítězství |
| 2002 | Cena Sdružení filmových a televizních herců | Vynikající výkon v souboru v komediálních seriálech        | Will a Grace                | nominace  |
| 2002 | Teen Choice Awards                          | Herečka Choice TV                                          | Will a Grace                | nominace  |
| 2003 | Cena Emmy                                   | Vynikající herečka v hlavní roli v komediálním seriálu     | Will a Grace                | vítězství |
| 2003 | Zlatý glóbus                                | Nejlepší herečka v TV seriálu – Komedie nebo muzikál       | Will a Grace                | nominace  |
| 2003 | Satellite Award                             | Nejlepší herečka v TV seriálu – Komedie nebo muzikál       | Will a Grace                | vítězství |
| 2003 | Cena Sdružení filmových a televizních herců | Vynikající výkon v souboru v komediálních seriálech        | Will a Grace                | nominace  |
| 2004 | Zlatý glóbus                                | Nejlepší herečka v TV seriálu – Komedie nebo muzikál       | Will a Grace                | nominace  |
| 2004 | Satellite Award                             | Nejlepší herečka v TV seriálu – Komedie nebo muzikál       | Will a Grace                | nominace  |
| 2004 | Cena Sdružení filmových a televizních herců | Vynikající výkon v souboru v komediálních seriálech        | Will a Grace                | nominace  |
| 2004 | Cena Sdružení filmových a televizních herců | Vynikající výkon herečky v komediálních seriálech          | Will a Grace                | nominace  |
| 2005 | Zlatý glóbus                                | Nejlepší herečka v TV seriálu – Komedie nebo muzikál       | Will a Grace                | nominace  |
| 2005 | People's Choice Award                       | Nejlepší ženská TV hvězda                                  | Will a Grace                | nominace  |
| 2005 | People's Choice Award                       | Nejlepší ženská komediální hvězda                          | Will a Grace                | nominace  |
| 2005 | Cena Sdružení filmových a televizních herců | Vynikající výkon v souboru v komediálních seriálech        | Will a Grace                | nominace  |
| 2006 | Cena Emmy                                   | Vynikající herečka v hlavní roli v komediálním seriálu     | Will a Grace                | nominace  |
| 2006 | Teen Choice Awards                          | Herečka Choice TV                                          | Will a Grace                | nominace  |
| 2007 | Cena Emmy                                   | Vynikající herečka v hlavní roli v minisérii nebo TV filmu | Odložená žena               | nominace  |
| 2007 | Satellite Award                             | Nejlepší herečka v minisérii nebo TV filmu                 | Odložená žena               | nominace  |
| 2008 | Zlatý glóbus                                | Nejlepší herečka v minisérii nebo TV filmu                 | Odložená žena               | nominace  |
| 2008 | Gracie Allen Award                          | Nejlepší ženská hlavní role v minisérii                    | Odložená žena               | vítězství |
| 2008 | Satellite Award                             | Nejlepší herečka ve filmu – Komedie nebo muzikál           | Prázdniny za všechny prachy | nominace  |
| 2008 | Cena Sdružení filmových a televizních herců | Vynikající výkon herečky v minisérii nebo TV filmu         | Odložená žena               | nominace  |
| 2009 | Zlatý glóbus                                | Nejlepší herečka v TV seriálu – Komedie nebo muzikál       | Odložená žena               | nominace  |
| 2009 | Zlatá malina                                | Nejhorší herečka                                           | Ženy                        | nominace  |
| 2012 | Cena TV Guide                               | Nejlepší comeback                                          | Smash                       | nominace  |
| 2014 | Williamsburg Independent Film Festival      | Nejlepší herečka                                           | Like Sunday, Like Rain      | vítězství |
| 2015 | People's Choice Awards                      | Nejloblíbenější herečka v novém televizním seriálu         | Případy pro Lauru           | nominace  |